# Ивин, Михаил Ефимович
Михаил Ефимович Ивин (настоящее имя Моисей Хаимович Левин; 1910, Озаричи, Бобруйский уезд, Минская губерния — 23 ноября 1998) — русский советский писатель, популяризатор науки.

## Биография
В 1929 году окончил школу и вместе со старшим братом, недавно демобилизованным, уехал в Ленинград. Сразу же устроился в «Красную газету» репортёром. В 1932 году призван в армию, окончил школу младших авиаспециалистов, участвовал в первомайском параде на Красной площади в 1934 году в сводной колонне ста лучших младших командиров РККА. После увольнения вернулся в газету и проработал там до её закрытия в 1939 году. Некоторое время работал репортёром на радио. Осенью 1939 года мобилизован, участвовал в Советско-финляндской войне в качестве связиста-проволочника. Затем снова работал на радио. Участник Великой Отечественной войны, работал во фронтовых газетах.
После войны пять лет работал очеркистом в газете «Вечерний Ленинград», в 1957—1978 годах — сотрудник редакции, заведующий отделом очерка и публицистики журнала «Звезда».
Публиковался в издательстве «Детская литература» и ленинградском отделении издательства «Советский писатель». Увлекательно писал о темах генетики, робототехники и экологии для старшего и среднего школьного возраста. Книги сопровождались иллюстрациями.

## Основные произведения
- Рассказы об автоматике. — Л.: Дет. лит., 1957. — 176 с.: ил. (В соавторстве с Николаем Филипповичем Гонеком).
- По следу бешеной реки. — Л.: Дет. лит., 1958. — 184 с.: ил.
- У порога великой тайны. — Л.: Дет. лит., 1961. — 224 с.: ил.
- Тайники жизни. — Л.: Дет. лит., 1965. — 192 с.: ил.
- Некто или нечто? — Л.: Дет. лит., 1969. — 144 с.: ил.
- У порога великой тайны. — 2-е изд. — Л.: Дет. лит., 1971. — 48 с.: ил.
- Чтобы жить: Очерки о природе. — Л.: Дет. лит., 1974. — 208 с.: ил.
- Ты, я и всё вокруг: Очерки. — Л.: Дет. лит., 1977. — 192 с.: ил.
- Хлеб сегодня, хлеб завтра. — Л.: Дет. лит., 1980. — 96 с.: ил.
- Мы и они. — Л.: Дет. лит., 1984. — 255 с.: ил.
- От Невы до Кушки. — М.: Советская Россия, 1985. — 256 с.
- Ладога: Писательские раздумья: Страницы истории: Взгляд в будущее. Сост. М. Е. Ивин; Д. И. Струженцов. — Л.: Советский писатель, 1985. — 320 c.
- Брусника ещё не поспела. — Л.: Советский писатель, 1987. — 304 c.
- Мы их не видим. — Л.: Дет. лит., 1989. — 143 с.: ил.
- Судьба Николая Вавилова: документальная повесть, очерки. — Л. : Советский писатель, 1991. — 416 с.
- Освободительная оккупация: [Главы из воспоминаний]. — Звезда, 1991, № 7.
- Водовороты. — СПб.: Геликон Плюс, 1999. (Воспоминания)